# 王亭又
王亭又（1975年4月9日—2016年6月17日），是一位臺灣的資深模特兒界從業人員。她曾在伊林模特兒經紀公司任職，並於自行創辦Kate's Plan婚禮顧問公司後任創意總監。

## 生平

### 職業生涯
1998年，王亭又自加拿大返回臺灣，並加入伊林模特兒經紀公司成為旗下模特兒；後來，她在需求日增的模特兒市場中廣受歡迎，並因此獲得高額收入。
2006年，王亭又在結婚後轉職成為秀場導演；2011年，她在其丈夫出資支持與友人鼓勵下成立Kate's Plan婚禮顧問公司，並負責籌辦林嘉綺、陳建州（黑人）和范瑋琪、六月和李易等人的婚宴。
2016年6月15日，王氏在其公司開會時因腦動脈血管瘤破裂當場昏迷，於緊急送醫後經連日搶救，仍於17日晚上7:34分搶救無效，病逝於國立臺灣大學醫學院附設醫院，享年41歲。

### 私人生活
2006年，王亭又與臧學儉結婚；兩人在婚後育有1女。

## 獲獎
- 新絲路模特兒比賽最上鏡頭獎 (2000年)[1]